# Megalith Levitation
Megalith Levitation ist eine 2016 gegründete Stoner-Doom-Band.

## Geschichte
Megalith Levitation wurde im April 2016 von den drei in Tscheljabinsk lebenden Musiker KKV, PAN und SAA gegründet. Alle Instrumente des Debüts Acid Doom Rites außer dem im Wildboar Studio in Jekaterinburg aufgenommenen Schlagzeug wurden in dem bandeigenen Studio „Nameless Temple“ aufgenommen, so dass die Musiker ohne Druck Zeit zum Experimentieren hatten. Jede Instrumentalspur wurde in je einer Session, die von 4 bis 14 Stunden dauerte, aufgenommen. Die Aufnahmesitzungen erstreckten sich über Monate die die Musiker benötigten um in eine angemessene Stimmung und Verfassung um den emotionalen Inhalt der Musik zu vermitteln. Der angestrebte Inhalt sei „schwer mit Worten zu beschreiben“ ziele jedoch auf eine Form der Trance. Abmischung und Mastering hat der Freund der Gruppe Denis Petrov von Dekonstruktor übernommen.
Als Der Dekonstruktor-Schlagzeuger Dmitriy Makarov beruflich in Tscheljabinsk war, luden die Mitglieder von Megalith Levitation ihn ein, den Proberaum zu besuchen. Das war das erste persönliche Treffen mit ihm. Im Februar 2019, noch vor der Veröffentlichung des Debüts, bestritten beide Bands einen gemeinsamen Auftritt in Jekaterinburg, dabei boten Megalith Levitation an ein gemeinsames Split-Album zu veröffentlichten. Am 22. September 2019 erschien das Debüt, am 3. August 2020 das Split-Album. Makarov, der über sein Independent-Label Pestis Insaniae Kontakte zu unterschiedlichen internationalen Labeln besaß, versandte die Aufnahmen an bekannte Unternehmen. Stu Gregg von Aesthetic Death Records reagierte ausgesprochen positiv und übernahm die Veröffentlichung des Split-Albums.
Auch das zweite Album wurde zügig eingespielt. Das Schlagzeug wurde am 19. März 2020 aufgenommen. Am folgenden Tag trat die Band auf, bevor alle Veranstaltungen aufgrund der Maßnahmen zu Eindämmung der COVID-19-Pandemie verboten wurden und die Band ein Jahr nicht live spielte. Unter dieser Grundbedingung ließen sich die Musiker für die weiteren aufnahmen Zeit. Im Juli 2020 waren die Aufnahmen abgeschlossen. Zwischen dem Abschluss der Aufnahmen und der Veröffentlichung des Albums lag allerdings ein längerer Zeitraum. Aesthetic Death Records bat um eine CD-R der Aufnahme, da er Streaming-Dienste und File-Transfer ablehnte. Die verschickte CD-R blieb allerdings über Monate auf dem Postweg von Russland nach Großbritannien. Danach hat Gregg das Album etwa einen Monat lang ausprobiert und getestet, um eine Entscheidung zu treffen. Hinzukommend war der Veröffentlichungsplan von Aesthetic Death Records voll. Das Angebot das Album im April 2021 zu veröffentlichen, lehnte die Band ab um das Artwork abzuschließen. Alle Vorbereitungen waren im Sommer abgeschlossen, doch die Band befürchtete „unter dem Radar“ zu verschwinden, da der Sommer sich schlecht für Genre-Veröffentlichungen eigne. Entsprechend wurde Void Psalms am 1. Oktober 2021 veröffentlicht.
Zum dritten Album Obscure Fire arbeitete die Band sehr langsam. Das Schlagzeug wurde bereits 2021 aufgenommen. Für die restlichen Instrumente ließen sich die Musiker Zeit, um mit verschiedenen Mikrofonen, Gitarrenverstärkern und Boxen zu experimentiert. Auch die Abmischung zog sich über Monate, da die Musiker sich sehr wählerisch hinsichtlich des Klangs zeigten. Artwork und Merchandise auszugestalten nahm ebenfalls einen großen Zeitraum ein und die Band nahm ein Musikvideo für das Stück Descending auf.

## Stil
Die Musik von Megalith Levitation ordnet sich dem Stoner Doom unter. Dem stereotyp den Grundideen von Black Sabbath folgenden Gitarren-Riffing fügt die Band Elemente des Sludge sowie rauen Gesang. Dabei transportiert die repetitive Musik eine rituelle und hypnotische Atmosphäre die als organisch, improvisiert, roh und abgedreht gilt. Die Titel werden langsam aufgebaut und sind geprägt von „Wiederholungen“, „monolithischen Gesänge“ und „[d]erb verzerrte[n] Gitarren“ die insbesondere Bordun und Nachhall nutzen.

## Diskografie
- 2019: Acid Doom Rites (Album, Hymns of Apocalypse)
- 2020: Megalith Levitation / Dekonstruktor (Split, Asthetic Death Records)
- 2021: Void Psalms (Album, Asthetic Death Records / Pestis Insaniae)
- 2022: Obscure Fire (Album, Asthetic Death Records / Pestis Insaniae)